# René Pleimelding
René Pleimelding (Joudreville, 13 de fevereiro de 1925 – Nancy, 20 de outubro de 1998) foi um futebolista francês.
Ele é pai do ex-futebolista Pierre Pleimelding.
Fez 1 jogo pela seleção francesa: 18/10/1953 - Iugoslávia 3x1 França

## Clubes

### Jogador
- 1948-1952 :  FC Nancy
- 1952-1958 :  Toulouse Football Club

### Treinador
- 1958-1961 :  Toulouse Football Club
- 1961-1964 :  AS Béziers
- 1964-1967 :  SR Colmar
- 1957-1970 :  AS Nancy-Lorraine
- 1970-1971 :  Troyes Aube Football

## Conquistas
- 1957 - Campeão da Copa da França.